# Schizothecium cervinum
Schizothecium cervinum är en svampart som tillhör divisionen sporsäcksvampar, och som först beskrevs av Roy Franklin Cain, och fick sitt nu gällande namn av Nils G. Lundqvist. Schizothecium cervinum ingår i släktet Schizothecium, och familjen Lasiosphaeriaceae. Arten är reproducerande i Sverige.